# بی‌گناه (فیلم ۱۹۷۶)
بی‌گناه (به ایتالیایی: L'innocente) فیلمی محصول سال ۱۹۷۶ و به کارگردانی لوکینو ویسکونتی است. در این فیلم بازیگرانی همچون جانکارلو جانینی، لائورا آنتونلی، جنیفر اونیل، رینا مورلی، مارک پورل، ماسیمو جیروتی، ماری دوبوآ ایفای نقش کرده‌اند.